# France université numérique
France université numérique (FUN) is een Frans online platform dat meer dan 401 opleidingen aanbiedt volgens het principe van Massive open online course (MOOC). Het werkt samen met meer dan honderd universiteiten en onderwijsorganisaties in verschillende landen. Het wordt gesteund door edX en Google.
FUN werd in 2013 opgericht door het Franse Ministerie van Onderwijs met een budget van 8 miljoen euro. Volgens eigen cijfers, waren er in maart 2021 2,5 miljoen gebruikers.